# 16238 Chappe
16238 Chappe è un asteroide della fascia principale. Scoperto nel 2000, presenta un'orbita caratterizzata da un semiasse maggiore pari a 2,3602096 au e da un'eccentricità di 0,1933943, inclinata di 2,94449° rispetto all'eclittica.
L'asteroide è dedicato all'insegnante statunitense Sean Chappe.